# جيمس ويتفيلد (كاهن كاثوليكي)
جيمس ويتفيلد (بالإنجليزية: James Whitfield)‏ هو كاهن كاثوليكي أمريكي، ولد في 3 نوفمبر 1770 في ليفربول في المملكة المتحدة، وتوفي في 19 أكتوبر 1834 في بالتيمور في الولايات المتحدة.